# 臺灣工藝競賽
臺灣工藝競賽前身為臺灣工藝設計競賽，自1993年開始，每年度由國立臺灣工藝研究發展中心舉辦的臺灣工藝界競賽活動。歷年得獎入選作品皆於「工藝之夢」特展展出。

## 歷史沿革
1993年，臺灣手工業研究所（現國立臺灣工藝研究發展中心）為鼓勵工藝創作，舉辦「台灣工藝設計競賽」，並無類別區分，首次以「工藝之夢」為首次主題，聚焦在創意設計與實用美觀的生活工藝設計比賽，希望國人發會創意與智慧，以工藝實作精神，使自己美夢成真。2002年將「台灣生活用品評選」併入「台灣工藝設計競賽」擴大舉辦。2005年臺灣工藝競賽停辦一年。:64:179-186
2007年，國立臺灣工藝研究所(現國立臺灣工藝研究發展中心)整合「國家工藝獎」及「臺灣工藝設計競賽」二項競賽為「臺灣工藝競賽」，包含原兩項競賽屬性，分為傳統工藝組及創新設計組。其中國家工藝獎從2001年至2006年共舉辦了六屆，透過國家級的獎勵機制鼓勵及培養優秀的本土工藝家:187。2015年起，「臺灣工藝競賽」競賽組別名稱「傳統工藝組」更名為「美術工藝組」，而「創新設計組」則維持原有名稱。:64
各屆都有民間企業合作參與，主要協辦單位為新光三越百貨公司、林榮三文教基金會以及新光三越文教基金會等:64。

## 參賽資格
臺灣工藝競賽是一項不限工藝材質類別，不限制參賽者年齡與資歷的競賽，具中華民國國籍者，為參賽作品之著作人，即可報名參加。:180

## 評審方式
邀請國內外工藝大師、學者和產業專家共同組成評審團，經書面初審、實體作品決選會議評定而出。

## 獎項
1993年臺灣工藝設計競賽時期，獎項包括金獎、銀獎、銅獎、文建會主任委員獎、新光三越獎、林榮三文化公益獎、主題獎、新人獎、優選等九種。2007年後「臺灣工藝競賽」時期，主分為「美術工藝」及「創新設計」兩組，分設一、二、三等大獎、佳作獎與入選獎，另設置1名新光三越特別獎。2019年，「臺灣工藝競賽」獎項進行整合，變更為一等獎、二等獎、三等獎，創新獎、美質獎、機能獎、佳作與入選獎等，另設置新光三越特別獎1名。

## 展覽
國立臺灣工藝研究發展中心和新光三越文教基金會，每年共同策劃的「工藝之夢」特展，將每年臺灣工藝競賽獲獎之作品，在全臺新光三越百貨及工藝相關展覽場館巡迴展出。:243